# Hearing Solar Winds
Hearing Solar Winds je první nahrávka Davida Hykese a jeho alikvotního sboru. Jedná se také o jednu z vůbec prvních nahrávek alikvotního zpěvu v Evropě. V témže roce vychází ještě jedna nahrávka srovnatelného významu pro rozvoj alikvotního zpěvu v Evropě, Overtones - Voice and Tambura od Michaela Vettera. Nahrávka Hearing solar Winds byla pořízena v jihofrancouzském opatství Le Thoronet a jedná se o čistě vokální hudbu bez dalších hudebních nástrojů a (ačkoliv se to tak nezdá) bez jakékoliv dodatečné elektronické manipulace.

## Seznam skladeb
1. Rainbow voice
2. Multiplying voices at the heart of the body of sound
3. Arc Descents
4. Gravity Waves
5. Lens by Lens
6. Telescoping
7. Two Poles;Ascent
8. Ascending and descending

## Hudebníci
- David Hykes - zpěv, umělecká režie
- Timothy Hill - zpěv
- Theodore Levin - zpěv
- Rebecca Krause - zpěv
- Michelle Dupéré-Hykes - zpěv